# Апертура и Клаусура
Апертура и Клаусура (Apertura, Clausura) са наименованията на полусезоните във футболните първенства на повечето латиноамерикански държави. На испански „апертура“ означава откриване, а „клаусура“ – закриване.

## Латинска Америка
Апертура се провежда през първата половина на календарната година в първенствата на следните страни: Боливия, Еквадор, Колумбия, Панама, Парагвай, Перу и Чили. В Аржентина, Венецуела, Гватемала, Коста Рика, Мексико, Никарагуа, Салвадор, Уругвай и Хондурас Клаусура се състои през първата половина на календарната година. В нито една от тези страни няма турнир за националната купа.
В Аржентина, Боливия, Еквадор, Гватемала, Колумбия, Мексико, Салвадор, Хондурас и Чили Апертура и Клаусура са два отделни турнира, което означава че в рамките на една календарна година се определят два национални шампиона. От 2008 г. този формат е въведен и в Парагвай. В останалите първенства Апертура и Клаусура не излъчват два шампиона, а двата отбора, финиширали на първо място, играят финал за определяне на държавния шампион. Изпадащите от първа дивизия отбори се определят като се съберат показателите от класиранията на Апертура и Клаусура.
Бразилската Серия А е единственото латиноамериканско първенсво, в което няма Апертура и Клаусура, а се провежда по формат, подобен на този на повечето страни от Европа, като разликата е, че се провежда в периода април - декември. През другите месеци отборите участват в отделните щатски първенства. В Бразилия има и турнир за купата на страната.

## Други държави
Подобна на Апертура и Клаусура е системата на провеждане на първенството на Хаити, като там турнирите се казват Увертюр и Клотюр (Ouverture, Clôture).
През по-голямата част от историята си (с изключение на 1996) първенството на Япония (Джей Лига) също се провежда в този формат, като турнирите се наричат Първа и втора фаза, а двата шампиона определят във финален мач общия шампион. От 2005 първенството е обединено. Една от причините е, че през 2002 Джубило Ивата, а през 2003 Йокохама Маринос печелят и двете фази и няма нужда да се играе финален мач.
Южнокорейската Кей Лига също има подобен формат (с изключение на 1984, 1986, 1995, 2004, 2005 и 2006). От 2007 турнирите са обединени.